# Mystères d'archives
Mystères d'archives est une série de documentaires de Julien Gaurichon et Serge Viallet,, dont chaque épisode de 26 minutes s'applique à montrer et décrypter les images d'un évènement historique particulier. Elle est diffusée à partir du 10 juillet 2009 sur Arte.

## Épisodes

### Saison 1 (2009)[6]
- 1927 : Lindbergh traverse l'Atlantique Cet épisode revient sur l'arrivée de Charles Lindbergh à l'Aéroport de Paris - Le Bourget après sa traversée de l'océan Atlantique en 1927[7],[8].
- 1944 : Le général de Gaulle dans Paris libéré Le 26 août 1944, lors de la libération de Paris, le général de Gaulle descend l'avenue des Champs-Élysées. Alors qu'il arrive devant la cathédrale Notre-Dame, une fusillade éclate[9].
- 1934 : Assassinat du roi de Yougoslavie Le roi Alexandre Ier de Yougoslavie, en visite officielle en France, est assassiné à Marseille par Vlado Tchernozemski.
- 1910 : Buffalo Bill Cet épisode présente des images de Buffalo Bill filmées entre 1894 et 1916. On y voit notamment son spectacle Wild West Show[10].
- 1963 : Funérailles de John F. Kennedy Les funérailles de John Fitzgerald Kennedy en 1963 ont été diffusées en direct par les trois grandes chaines américaines nationales : ABC, CBS et NBC[11],[12].
- 1946 : Essais atomiques à Bikini Pour ces deux essais nucléaires dans l'atoll de Bikini, un très grand nombre de caméras a été mobilisé afin d'observer les effets des explosions.
- 1937 : Crash du Hindenburg Des journalistes et cadreurs étaient présents à Lakehurst, près de New York, pour filmer l'arrivée du dirigeable allemand Hindenburg. Ils assistent alors à son incendie[13].
- 1954 : Marilyn Monroe en Corée En voyage de noces au Japon avec Joe DiMaggio, Marilyn Monroe part chanter pour les soldats américains stationnés en Corée[14].
- 1955 : Tragédie sur le Circuit du Mans La 23e édition des 24 Heures du Mans est le théâtre d'un terrible accident qui a été filmé.
- 1969 : En direct de la Lune Cet épisode montre le dispositif mis en place par la NASA pour filmer la mission Apollo 11[15].

### Saison 2 (2010-2011)[16],[17]
- 1953 : Le couronnement d'Elizabeth II
- 1936 : L'Affaire Lindbergh
- 1978 : Les images retrouvées des Khmers rouges
- 1959 : Le Tour de France[18]
- 1989 : Les manifestations de la place Tian'anmen
- 1956 : Le mariage de Grace Kelly avec le prince Rainier de Monaco
- 1967 : De Gaulle à Québec
- 1963 : John F. Kennedy à Berlin
- 1971 : Les fastes du Shah d'Iran à Persépolis
- 1975 : La chute de Saïgon[19]

### Saison 3 (2012-2013)[20]
- 1897 : Le président Félix Faure en voyage
- 1945 : La capitulation du Japon
- 1961 : Gagarine, premier homme dans l'espace[21]
- 1981 : Les otages américains libérés d'Iran
- 1918 : Les fêtes de l'armistice
- 1977 : Le couronnement de l'empereur Bokassa Ier
- 1945 : L'ouverture des camps en Allemagne
- 1945 : La conférence de Yalta
- 1936 : Les Jeux de Berlin[22]
- 2001 : L'enterrement du Commandant Massoud[23]

### Saison 4 (2015)[24],[25]
- 1944 : Dans le maquis du Vercors
- 1940 : Charlie Chaplin tourne Le Dictateur
- 1916 : Pancho Villa mort ou vif[26]
- 1972 : Richard Nixon en Chine
- 1939 : Dernières images du bagne de Guyane
- 1948 : Les funérailles de Gandhi
- 1940 : Eva Braun filme Hitler
- 1960 : Fidel Castro aux Nations unies
- 1941 : L'attaque de Pearl Harbor
- 1967 : La catastrophe du Torrey Canyon[27]

### Saison 5 (2017)[28],[29]
- 1903 : Ellis Island[30]
- 1998 : La victoire des Bleus
- 1964 : Les temples d'Abou Simbel sauvés des eaux
- 1963 : La marche sur Washington
- 1997 : Hong-Kong revient à la Chine
- 1970 : Le grand rassemblement de l'île de Wight
- 1972 : Jane Fonda et Joan Baez à Hanoï
- 1968 : La fin du printemps de Prague
- 1990 : Le triomphe de Nelson Mandela aux États-Unis
- 1980 : La Marche pour la survie du Cambodge

### Saison 6 (2019)[31]
- 1944 : Les images du jour J[32]
- 1930 : Le couronnement de l’empereur d’Éthiopie
- 1970 : Les funérailles du président Nasser
- 1979 : Le voyage de Jean-Paul II en Pologne
- 1915 : Reportage dans l'Allemagne en guerre

### Saison 7 (2021)[33]
- 1959 : Nixon - Khrouchtchev à Moscou
- 1929 : Première expédition américaine au pôle Sud
- 1949 : Mao proclame la République populaire de Chine
- 1936 : La campagne présidentielle de Roosevelt
- 1959 : Départs pour la Corée du Nord

### Saison 8 (2023)
- 1970 : Les funérailles de Charles de Gaulle
- 1921 : Secours international à la famine en Russie
- 1938 : Chamberlain cherche la paix avec Hitler
- 1945 : Le Japon capitule, l'Amérique est en fête
- 1946 : Le long procès de Tokyo

## Éditions vidéo
Les différentes saisons de la série sont disponibles en DVD ou VOD,.

## Série dérivée
La web-série History Catchers est un spin-off de Mystères d'archives. Elle comporte 10 émissions de 4 minutes consacrées à chaque fois aux conditions de prise de vue du cadreur lors d'un événement historique,. Arte, qui coproduit cette web-série avec l'INA, la diffuse sur son site internet à partir du 8 novembre 2020,. History Catchers est conçue par une partie de l'équipe de Mystères d'archives : la réalisatrice Anne Thévenin avec Julien Gaurichon et est narrée par Manon Bril.

## Publication
Serge Viallet, Mystères d'archives : la vie des images, INA, dl 2015, cop. 2015 (ISBN 978-2-324-01136-8 et 2-324-01136-0, OCLC 928836970, lire en ligne),